# کلیاوانت درکیز (بازیگر)
کلیاوانت درکیز (به انگلیسی: Cleavant Derricks) (زاده ۱۵ مهٔ ۱۹۵۳) بازیگر آمریکایی است.
از فیلم‌های معروف او می‌توان به بازی در فیلم مسکو روی هادسن، جهانگرد و بدون ضرب‌وشتم اشاره کرد.